# Фиан, Джон
Джон Фиан (англ. John Fian; ум. 27 января 1591, Эдинбург) — шотландский школьный учитель, один из известных мужчин, которой был осужден за колдовство.

## Биография
Работал школьным учителем в Престонпансе, когда осенью 1590 года он был арестован по показаниям Гейлис Данкан, как обвиняемый в колдовстве. На допросах под пытками он признался, что занимался колдовством и навёл на одного дворянина порчу, у которого из-за этого начинались припадки безумия. Чтобы это доказать, он попросил этого дворянина изобразить припадок безумия перед королём Яковом VI и тот это выполнил.
Затем он был отправлен в темницу, откуда через несколько дней сбежал, выкрав ключ от двери в свою камеру. Вскоре он был пойман и возвращён в тюрьму, где его подвергли более жестоким пыткам, вырвав ему ногти и сломав ему кости ног «испанским сапогом». Несмотря на ужасные пытки, как сообщалось, он ни в чём не признался и отрицал свои предыдущие показания.
Затем он предстал перед судом, который приговорил его к смертной казни. 27 января 1591 года он был отвезён на телеге в Эдинбург, где на месте казни его сначала задушили, а затем его труп был сожжён на костре.